# Hannovers voetbalkampioenschap 1910/11
In 1910/11 werd het achtste Hannovers voetbalkampioenschap gespeeld, dat georganiseerd werd door de Noord-Duitse voetbalbond. Hannoverscher FC 96 werd kampioen en plaatste zich voor de Noord-Duitse eindronde. Voor het eerst moest de club het niet tegen FC Eintracht Braunschweig opnemen, maar ook tegen Altonaer FC 1893 was de club niet opgewassen.. 

## Eindstand
| Plaats | Club                       | Wed. | W | G | V | Saldo | Ptn  |
| ------ | -------------------------- | ---- | - | - | - | ----- | ---- |
| 1.     | Hannoverscher FC 96        | 8    | 7 | 0 | 1 | 43:8  | 14:2 |
| 2.     | FC Eintracht 1898 Hannover | 8    | 6 | 0 | 2 | 22:10 | 12:4 |
| 3.     | SV Hohenzollern Hildesheim | 8    | 4 | 0 | 4 | 17:18 | 8:8  |
| 4.     | SC 02 Hannover             | 8    | 2 | 1 | 5 | 13:31 | 5:11 |
| 5.     | BV Hannovera 1898          | 8    | 0 | 1 | 7 | 10:38 | 1:15 |

|  | Kampioen |